# Михаил Стоилов
Михаил Христов Стоилов е български офицер, генерал-майор.

## Биография
Роден е на 8 октомври 1860 г. в Хасково. Завършва местното класно училище. От 1879 до 1881 г. е юнкер в Кавалерийското училище в Елисаветград, Руска империя. Започва службата си през 1881 г. в конния полк. От 1883 г. е адютант на първи конен полк. От септември 1885 г. нататък е последователно адютант, ковчежник и домакин на трети жандармерийски конен полк. От ноември същата година е помощник-командир на полка, а през декември е назначен за домакин на първи конен полк. През 1890 г. става командир на първи ескадрон от първи конен полк. От 10 март 1898 г. до 18 март 1899 г. е командир на първи конен полк. След това става командир на четвърти конен полк. В периода 12 януари 1904 – 10 октомври 1909 г. е командир на втора конна бригада. След това излиза в запас. По време на Балканските войни е командир на втора дивизионна област, а след това Главен етапен комендант. Автор е на книгата „Пехота, конница и артилерия, отделно и заедно“. Умира през 1946 г. в София.

## Военни звания
- Подпоручик (8 септември 1881)
- Поручик (30 август 1884)
- Капитан (30 август 1886)
- Майор (2 август 1890)
- Подполковник (1894)
- Полковник (18 май 1900)
- Генерал-майор (10 октомври 1909)